# Rancho Rinconada de Los Gatos
El Rancho Rinconada de Los Gatos fue una concesión de tierra de México de 6631-acres (26,83 km²) en el término del condado actual de Santa Clara. Entregado en 1840 por el gobernador Juan Alvarado a José María Hernández y Sebastián Fabián Peralta. Ubicada en el sur del Área de la Bahía de San Francisco, la subvención incluía los actuales Los Gatos y Monte Sereno, junto con aproximadamente un tercio de Campbell También incluía pequeñas secciones del actual San José, Saratoga y el condado no incorporado de Santa Clara. Los Gatos Creek fluyó por el centro del rancho. El nombre significa "esquina de los gatos" y se deriva de los pumas que aún están presentes en las colinas cercanas, así como la "esquina" formada por la brecha que se estrecha entre Monte El Sereno y Sierra El Sombroso.

## Historia
Sebastián Peralta y José Hernández, cuñados casados con dos hermanas Sibrian, se les concedió la liga y media cuadrada de Rancho Rinconada de Los Gatos en 1840. Sebastián Fabián Peralta (1794–?) se casó con María Gregoria Sibrian (1806–1837) en 1831. Después de ella murió, se casó con María Paula Sepúlveda, viuda de Francisco Pérez Pacheco, en 1846. Fue regidor de Pueblo de San José. José María Hernández (1802–?) Se casó con María Gertrudis Sibrian (1810–1851) en 1830. Después de su muerte, se casó con María Espectación Peña. Construyeron una casa de adobe donde ahora está "Vasona Park".
Con la cesión de California a los Estados Unidos seguido de la intervención estadounidense en México, y el Tratado de Guadalupe Hidalgo de 1848 siempre que se respeten las mercedes de tierras. Como lo requiere la Ley de Tierras de 1851, se presentó una reclamación por el Rancho Rinconada de Los Gatos ante la "Comisión de Tierras Públicas" « California Land Act of 1851 » en 1852, y la concesión fue escriturada a Sebastián Peralta y José Hernández en 1860.
Aproximadamente 2000 acres (8.1 km²) fueron vendidos a "James Alexander Forbes" (1805-1881)]] en 1853, después de lo cual construyó Forbes Mill. El molino comenzó a operar en 1855, pero Forbes quebró en 1857.
Se han incorporado tres ciudades que contienen grandes secciones de tierra de la concesión: Los Gatos en 1887, Campbell en 1952 y Monte Sereno en 1957.